# ハイジ (小惑星)
ハイジ (2521 Heidi) は小惑星帯に位置する小惑星である。スイスの天文学者、パウル・ヴィルトがベルン大学のツィンマーヴァルト天文台で発見した。
スイスの作家ヨハンナ・シュピリの児童文学作品『アルプスの少女ハイジ』の主人公ハイジから命名された。